# Holger Heinrich Dathe

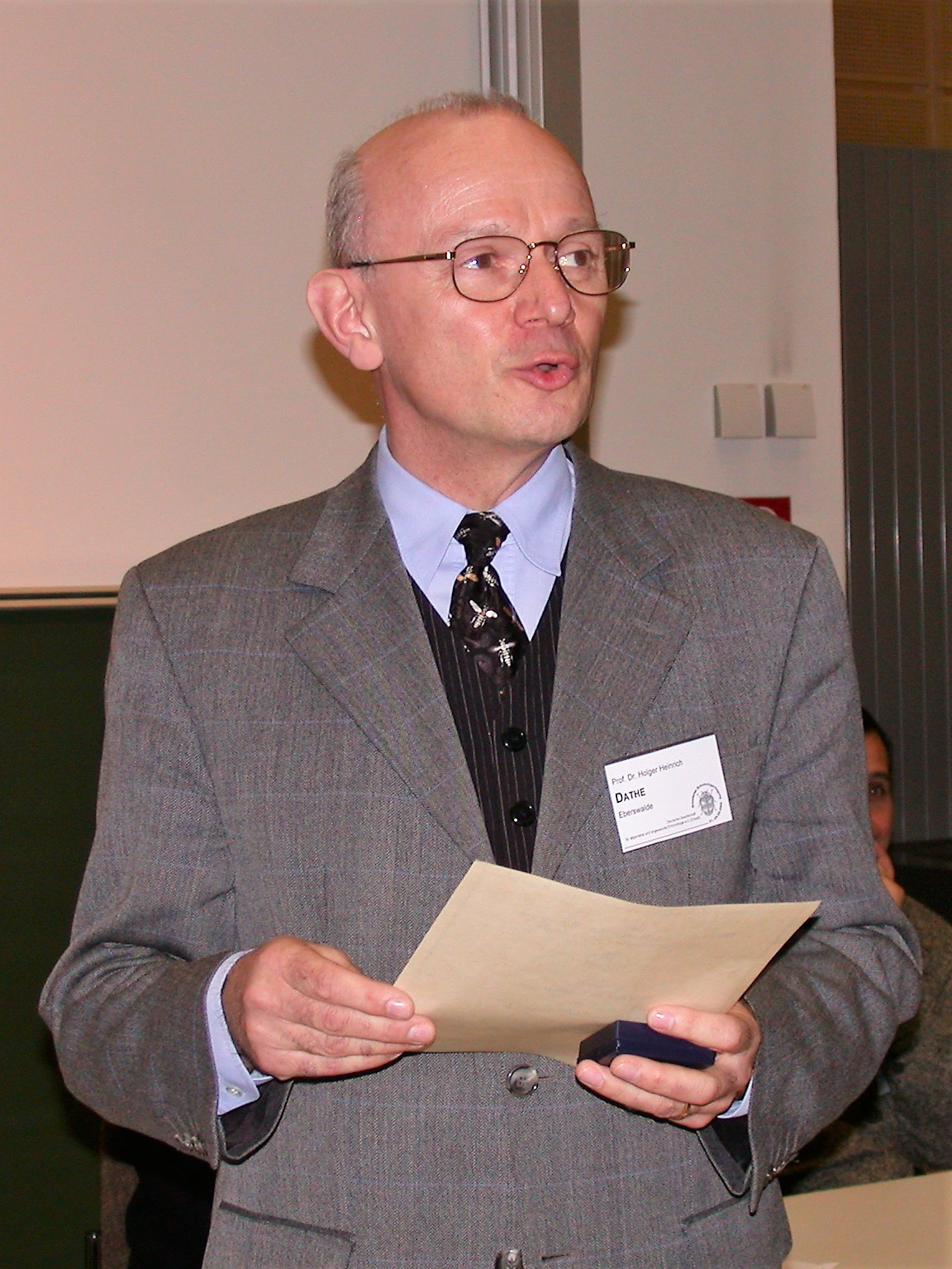
Holger H. Dathe bei der Verleihung der Meigen-Medaille auf der Entomologentagung der DGaaE 2005

Holger Heinrich Dathe (meist Holger H. Dathe; * 29. Juni 1945 in Gettengrün) ist ein deutscher Zoologe. Entsprechend seiner Ausbildung und akademischen Qualifikation war er als Verhaltensbiologe und Tierphysiologe tätig. Als Entomologe forscht er im Bereich der Hautflügler. Dathe war 1993–2010 Direktor des Deutschen Entomologischen Instituts (DEI) in Müncheberg, das seit 2009 zur Senckenberg Gesellschaft für Naturforschung (SGN), einem Institut der Leibniz-Gemeinschaft, in Frankfurt am Main gehört. Bis 2013 war er Herausgeber der Zeitschriften Beiträge zur Entomologie und Nova Supplementa Entomologica. Er begründete 1999 das Kuratorium Insekt des Jahres (Deutschland).

## Leben
Dathe ist ein Sohn von Heinrich Dathe, dem langjährigen Direktor des Tierparks Berlin. Er studierte Biologie an der Humboldt-Universität Berlin und promovierte 1972 bei Günter Tembrock über die Bioakustik und Chronobiologie der Mittelmeer-Feldgrille. 1980 habilitierte er sich mit einer Arbeit zur Physik und Physiologie des Vogelfluges, die er an der in Tierpark Berlin angesiedelten Forschungsstelle für Wirbeltierforschung anfertigte. Er erhielt 1986 eine Universitätsdozentur (Humboldt-Universität Berlin) und 1987 eine Akademie-Professur für Tierphysiologie.
Seit 1994 arbeitete er an Nachfolgeeinrichtungen des Deutschen Entomologischen Institutes, dessen Wiedergründung er organisierte, und dem er bis 2010 als Leiter bzw. Direktor vorstand. Seine wissenschaftlichen Arbeitsgebiete sind Systematik, Taxonomie, Zoogeographie und Artenschutz bei Hautflüglern, speziell der Bienen der Paläarktis und Afrikas.

## Schriften (Auswahl)
- Vergleichende Untersuchungen an der Retina mitteleuropäischer Süßwasserfische. – Zeitschrift für mikroskopisch-anatomische Forschung 80. Berlin 1969
- Kinematik und Energetik des Rüttelfluges mittelgroßer Vögel. – Habilitationsschrift, Humboldt-Universität. Berlin 1980
- Leistungsberechnungen zum Rüttelflug von Haustaube und Lachmöwe. – Zoologische Jahrbücher. Physiologie 86. Jena 1982
- Biotechnische Beiträge zur Erhaltung von Wildtieren. – Wissenschaftliche Zeitschrift der Humboldt-Universität Berlin, Mathematisch-naturwissenschaftliche Reihe 39. Berlin 1990
- als Autor (mit B. Kuckelkorn & D. Minnemann): Salivary cortisol assessment for stress detection in the Asian elephant (Elephas maximus). – Zoo Biology 11(4). New York 1992
- als Autor (mit K. Scheibe): Kap. 6. Biorhythmen der Hormonsekretion. – In: F. Döcke (Herausgeber), Veterinärmedizinische Endokrinologie. 3. Auflage. Jena 1994
- Die Arten der Gattung Hylaeus F. in Europa (Hymenoptera: Apoidea, Colletidae). – Mitteilungen aus dem Zoologischen Museum Berlin 56. Berlin 1980.
- Das erste Insekt des Jahres: die Florfliege Chrysoperla carnea. – Entomologische Nachrichten und Berichte 43(1). Dresden 1999
- Key to the Palearctic subgenera of Hylaeus. – In: Michener, C. D., The Bees of the World. 1./2. Auflage. Baltimore, London 2000/2007
- als Autor und Herausgeber (mit A. Taeger und S. M. Blank): Verzeichnis der Hautflügler Deutschlands. (Entomofauna Germanica 4). – Entomologische Nachrichten und Berichte, Beiheft 7. Dresden 2001
- als Autor und Herausgeber: Lehrbuch der Speziellen Zoologie. Begründet von Alfred Kaestner. Band I. Wirbellose Tiere, 5. Teil: Insecta. 2. Auflage. Heidelberg, Berlin 2003/2005
- Order Hymenoptera, superfamily Apoidea. Families Colletidae, Andrenidae, Halictidae, Melittidae, Megachilidae and Apidae. – In: van Harten, A., ed., Arthropod Fauna of the UAE. Vol. 2. Abu Dhabi 2009
- Familie Apidae – Bienen. In: B. Klausnitzer (Herausgeber), Stresemann, Exkursionsfauna von Deutschland 2. Wirbellose: Insekten. 11. Auflage. Heidelberg 2010
- Studies on the systematics and taxonomy of the genus Hylaeus F. (8). Revision of the Afrotropic subgenus Hylaeus (Deranchylaeus) Bridwell (Hymenoptera: Anthophila, Colletidae). – Zootaxa 3874 (1). Auckland 2014
- als Autor (mit E. Scheuchl und E. Ockermüller): Illustrierte Bestimmungstabelle für die Arten der Gattung Hylaeus F. (Maskenbienen) in Deutschland und Österreich. – Entomologica Austriaca, Supplement 1. Linz 2016
- als Autor (mit M. Yu. Proshchalykin): The genus Hylaeus Fabricius in Mongolia, an updated species inventory (Hymenoptera: Apoidea, Colletidae). – Zootaxa 4121(4). Auckland 2016
- als Autor (mit M. Yu. Proshchalykin): Type revision of Asiatic bees of the genus Hylaeus F. described by Ferdinand Morawitz (Hymenoptera: Apoidea, Colletidae). – Zootaxa 4227(1). Auckland 2017

## Auszeichnungen und Ehrungen
- Wissenschaftlicher Korrespondent der Münchener Entomologischen Gesellschaft (2002)
- Meigen-Medaille der Deutschen Gesellschaft für allgemeine und angewandte Entomologie (2005)
- Ehrenamtlicher Mitarbeiter der Senckenberg Gesellschaft für Naturforschung (2011)
- Ehrenmedaille der Entomofaunistischen Gesellschaft e. V. (2011)
- Ehrenmitglied der Deutschen Gesellschaft für allgemeine und angewandte Entomologie (2015)
- Mehrere Insektenarten wurden nach ihm benannt: Dolerus dathei Muche, 1973 (Kaukasus); Arachnotheutes dathei Wolf, 1981 (Mongolei); Elodes holgeri Klausnitzer, 2003 (Griechenland); Scirtes dathei Klausnitzer, 2006 (Philippinen); Exochomoscirtes holgerdathei Klausnitzer, 2010 (Indien); Lasioglossum (Evylaeus) dathei Ebmer, 2008 (UAE); Sphecodes dathei Schwarz, 2010 (UAE)